# Большая Охта (исторический район)
Больша́я О́хта — исторический район на территории Красногвардейского района Санкт-Петербурга. Расположена между рекой Невой, шоссе Революции, проспектом Энергетиков и рекой Охтой.

## Наименование
Получила название по реке Охте, на правом берегу которой находится. Определение Большая дано для отличия от Малой Охты, расположенной на левом берегу.

## История
Прежде вдоль побережья находился шведский город Ниен. После его разрушения некоторое время здесь селений не было. В начале 1720-х годов, согласно указам Петра I, здесь началось строительство «по берегу Невы 500 изб с сеньми», в которые поселялись вместе с семьями плотники из Вологодской, Архангельской и Ярославской губерний. Каждая семья получала по половине дома. Плотники работали на партикулярной верфи.
Сегодня о тех временах сохранилось несколько названий небольших улиц, которые ранее проходили между современными Свердловской набережной и проспектом Металлистов. Они увековечили фамилии охтинских плотников: Миронова, Панфилова, Абросимова, Гусева и Тарасова улицы.
До начала XX века Большая Охта являлась слободой и вместе с Малой Охтой её называли О́хтенскими сло́бодами, О́хтинскими сло́бодами Санкт-Петербургского уезда, О́хтенской стороно́й.
Первое время застройка шла только вдоль берега Невы. Восточнее неё в 1773 году было основано Большеохтинское кладбище.
В 1892 году в центре Большой Охты был открыт Ириновский вокзал Ириновской узкоколейной железной дороги (он находился у пересечения нынешних Большеохтинского проспекта и Большой Пороховской улицы).
В конце 1940-х годов началась реконструкция района. Вместо разрушенных в годы Великой Отечественной войны деревянных домов были построены типовые 2—4-этажные кирпичные здания. Центральной магистралью стал Среднеохтинский проспект. В конце 1960-х годов парадными воротами стала Красногвардейская площадь, которая расположилась на обоих берегах Охты: она оформила въезд с Большеохтинского моста. Тогда же появились жилые кварталы между проспектом Металлистов и Соединительной железной дорогой. В 1970-х годах новые здания, представляющие вертикальные и горизонтальные объёмы, появились на Свердловской набережной.
Южная часть Большой Охты представляет собой промышленную зону. Её планируется реконструировать.
По району получил название Большеохтинский проспект.

## Транспорт
Ближайшие станции метро к Большой Охте:  «Новочеркасская» (пешком 2,9 км),  «Ладожская» (3,6 км),  «Площадь Ленина» (4,3 км).